# Mallotus ustulatus
Mallotus ustulatus är en törelväxtart som först beskrevs av François Gagnepain, och fick sitt nu gällande namn av Airy Shaw. Mallotus ustulatus ingår i släktet Mallotus och familjen törelväxter. Inga underarter finns listade i Catalogue of Life.